# شعب (تعز)
شعب هي إحدى قرى الجمهورية اليمنية. تتبع جغرافيا لمحافظة تعز وإداريًا لمديرية شرعب الرونة. يبلغ تعداد سكانها 1063 نسمة حسب الإحصاء الذي أجري عام 2004.